# NGC 5360
NGC 5360 (również IC 958, PGC 49513 lub UGC 8838) – galaktyka spiralna z poprzeczką (SB0-a), znajdująca się w gwiazdozbiorze Panny. Odkrył ją Albert Marth 8 maja 1864 roku.